# 草莓喜悦
草莓喜悦（英語：Strawberry delight）是在美国明尼苏达州农村地区常见的一种甜点沙拉，由牛奶、掼奶油、奶油干酪、草莓、明胶及全麦饼干皮制成。其配料和做法繁多，含冰淇淋、水果罐头、棉花糖、柠檬汁和核桃等配料。

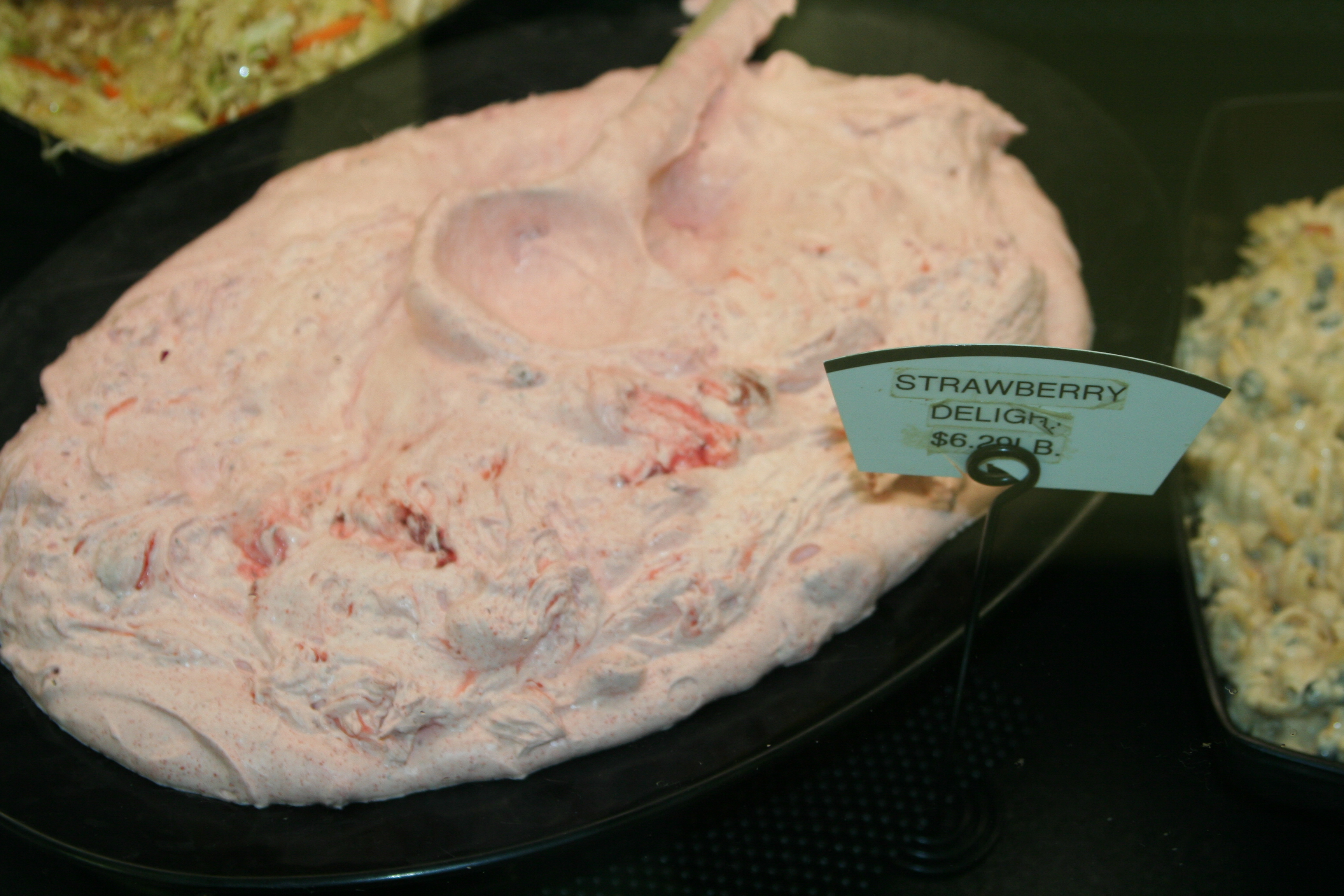

## 做法
将面皮配料混合后压在平底锅中，然后在上面加入奶油配料。在草莓明胶混合物中加入熱水，再加入草莓，然后将混合物倒在平底锅中的奶油混合物上，最后将所有混合物放入冰箱冷藏凝固。

## 其他含义
草莓喜悦也可指饼干、蛋糕，以及其他草莓味且呈粉红色的食品。1922年时有名为草莓喜悦的苏打水。
在波斯美食中，草莓喜悦（deser-e toot farangi）是把草莓浸入用香草和玫瑰水调味的糖浆中制成的。有人还用草莓、核桃油或杏仁油以及奶粉来制作“草莓味”护肤霜。  “草莓喜悦”这个名字也指代玉簪属植物（H. longipes X H. pycnophylla）和倒挂金钟属植物。